# Volksdeutscher Selbstschutz
Le Volksdeutscher Selbstschutz était une milice d'autoprotection ethnique allemande, organisation paramilitaire composée de Volksdeutsche mobilisée parmi la minorité allemande de Pologne. Le Volksdeutscher Selbstschutz opéra durant l'entre-deux-guerres et pendant la Seconde Guerre mondiale dans la moitié ouest de la Pologne. L'unité porte également une responsabilité dans la Shoah en Pologne, celle-ci orchestra et participa à de nombreux massacres de Polonais ethniques et juifs aux côtés des Einsatzgruppen.

## Contexte
Tout au long de l'entre-deux-guerres, les bataillons Selbstschutz ont été déployés par les services de renseignements allemands non seulement dans la deuxième République polonaise nouvellement constituée, mais également en Tchécoslovaquie. Armés de fusils et de munitions introduites par la contrebande allemande, ils ont combattu du côté allemand lors du conflit germano-polonais dès 1921. Les combattants du Selbstschutz et du Freikorps ont été envoyés pour combattre les partisans polonais dans le troisième soulèvement de Silésie pour le contrôle politique de la Haute-Silésie. La cinquième colonne Selbstschutz rallia les Allemands de souche locaux, en particulier à la fin des années 1930. Les commandos Selbstschutz ont commis des actes terroristes au cours de l'été 1938 contre l'administration tchèque des Sudètes en réaction aux exactions de cette dernière. Durant l'entre-deux-guerres, les organisations de minorités allemandes en Pologne comprenaient Jungdeutsche Partei (Parti des jeunes allemands), Deutsche Vereinigung (Union allemande), Deutscher Volksbund (Union populaire allemande) et Deutscher Volksverband (Unité populaire allemande). Tous ont coopéré activement avec l'Allemagne nazie dans l'espionnage anti-polonais, le sabotage, les provocations et l'endoctrinement politique. Ils entretenaient des contacts étroits avec le NSDAP (parti nazi), l'organisation Auslands (organisation des affaires étrangères), la Gestapo (police secrète), le SD (service de sécurité) et l'Abwehr (défense). Selon les estimations, 25% de la minorité allemande de Pologne étaient membres de ces organisations.
En octobre 1938, les agents du SD d'Allemagne avaient organisé les formations Selbstschutz en Pologne. Les Allemands de souche de nationalité polonaise avaient été formés dans le Troisième Reich à diverses méthodes de sabotage et tactiques de guérilla. Avant le début de la guerre, des militants Selbstschutz de Pologne ont dressé des listes de Polonais qui devaient être déportés ou exécutés dans le cadre de l'opération Tannenberg. La liste a été distribuée aux escadrons de la mort nazis sous le nom de Sonderfahndungsbuch Polen.

## Histoire
Immédiatement après l'invasion de la Pologne le 1er septembre 1939, le Volksdeutscher Selbstschutz a lancé des attaques contre la population et l'armée polonaises tout en effectuant des opérations de sabotage afin d'aider les Allemands à occuper l'État polonais. À la mi-septembre, les activités chaotiques et largement spontanées de cette organisation étaient coordonnées par des officiers SS. Le protégé d'Himmler, Gustav Berger, a été chargé de l'organisation. Des commandants de district de l'armée dans les zones occupées ont été déployés en Prusse-Occidentale, en Haute-Silésie et dans le Warthegau.
Alors que la direction SS se limitait à superviser les opérations, les unités locales restaient sous le contrôle des Allemands de souche ayant prouvé leur engagement au début de la guerre. L'unité Selbstschutz fut chargé d'organiser des camps de concentration pour les Polonais, fondés dans des endroits où la Wehrmacht et les unités de police allemandes établirent des camps. Ceux-ci comprenait 19 camps de ce type dans les villes suivantes : Bydgoszcz (Bromberg), Brodnica (Strasbourg), Chełmno (Kulm), Dorposz Szlachecki, Kamień Krajeński, Karolewo, Lipno (Lippe), Łobżenica, Nakło (Nakel), Nowy Wiecy (près de Skars), Nowe (sur la Vistule), Piastoszyn, Płutowo, Sępólno Krajeńskie, Solec Kujawski (Schulitz), Tuchola (Tuchel), Wąbrzeźno (Briesen), Wolental (près de Skórcz), Wyrzysk (Wirsitz). La majorité des Polonais emprisonnés dans ces camps (composés d'hommes, de femmes et de jeunes) furent brutalement assassinés.

## Nettoyage ethnique
Après l'invasion allemande de la Pologne, le Selbstschutz collabore avec les Einsatzgruppen dans le massacre des Polonais. Celui-ci participe à la première action d'élimination de l'intelligentsia polonaise (massacres de Piaśnica), au cours desquels 12 000 à 16 000 civils sont assassinés. L'Intelligenzaktion était un plan visant à éliminer toute l'intelligentsia polonaise et la classe dirigeante polonaise du pays. Ces opérations ont eu lieu peu après la chute de la Pologne, s'étalant de l'automne 1939 au printemps 1940,; 60 000 propriétaires fonciers, enseignants, entrepreneurs, travailleurs sociaux, vétérans de l'armée, membres d'organisations nationales, prêtres, juges et militants politiques ont été assassinés au cours de 10 actions régionales. Les Intelligenzaktions se sont poursuivies par l'opération AB-Aktion.
Le 5 octobre 1939, dans la seule Prusse-Occidentale, le Selbstschutz sous le commandement de Ludolf von Alvensleben comptait 17 667 hommes et avait déjà exécuté 4 247 Polonais. Celui-ci se plaignait auprès des officiers du Selbstschutz au sujet du faible nombre de Polonais abattus. Des officiers allemands ont indiqué que seule fraction des Polonais avait été "détruite" dans la région, le nombre total de ceux exécutés en Prusse-Occidentale durant cette action étant d'environ 20 000.

## Après la conquête de la Pologne
L'organisation fut dissoute le 26 novembre 1939, mais le basculement se poursuivit jusqu'au printemps 1940. Parmi les raisons, notamment des cas de corruption extrême, de comportement désordonné et de conflits avec d'autres organisations. Les membres ont été invités à rejoindre Schutzstaffel et Gestapo. Au cours de l'été 1940, les nouveaux bataillons Sonderdienst sont formés à la place et affectés au chef de l'administration civile du nouveau Gau. L'existence d'une importante organisation paramilitaire d'Allemands de souche de nationalité polonaise qui s'étaient livrés à des massacres massifs de Polonais tout en assistant l'attaque allemande contre la Pologne a par la suite été l'une des raisons principale de l'expulsion des Allemands après la guerre. Selon le chercheur allemand Dieter Schenk, quelque 1 701 anciens membres du Selbstschutz ayant commis des atrocités de masse ont été identifiés dans l'Allemagne d'après-guerre. Cependant, il n'y a eu que 258 cas d'enquêtes judiciaires et 233 d'entre eux ont été annulés. Seuls dix membres du Selbstschutz ont été condamnés par les tribunaux allemands. Cette situation a été décrite par Schenk comme "honteuse pour le système judiciaire allemand".